# Ansager (plaats)
Ansager is een plaats in de Deense regio Zuid-Denemarken, gemeente Varde. De plaats telt 1300 inwoners (2019) en is gelegen binnen de parochie Ansager.

## Etymologie
De plaatsnaam is opgebouwd uit twee delen: het eerste deel verwijst naar de oude Deense naam 'Anund', het tweede deel naar het woord 'ager' (Nederlands: akker).

## Geschiedenis
Rond 1291 wordt de parochie voor het eerst genoemd. De kerk dateert uit de 12e of 13e eeuw.
Aan de zuidkant van Ansager stroomt het riviertje Ansager Å. Rond 1600 werd er een watermolen gebouwd die tot midden 19e eeuw als korenmolen dienst deed. Daarna werd de molen gebruikt als branderij en zuivelfabriek. Tot aan de oprichting van de coöperatieve zuivelfabriek in 1897 verzorgde de watermolen de aandrijving van de fabriek. In 1907 kochten inwoners van Ansager de molen met als doel deze om te bouwen tot een elektriciteitscentrale voor Ansager en naaste omgeving. In deze hoedanigheid bleef de molen functioneren tot 1964. Later werd de molen gebruikt als schoenfabriek. Van 2002 tot 2016 maakte een theatervereniging gebruik van de molen.
In 1895 kreeg Ansager voor het eerst een markt. In 1904 werd Ansager beschreven als een dorp met onder andere een kerk, school, missiehuis, bank, zuivelfabriek, watermolen en herberg. In 1903 kreeg het dorp een aansluiting op het telefoonnet. Een jaar later vestigde zich een huisarts in het dorp, in 1907 gevolgd door een dierenarts. In 1909 werd de school gebouwd.
Met de komst van de spoorlijn Varde - Grindsted in 1919 kreeg Ansager een eigen station. Op 12 april 1919 werd station Ansager geopend. Met drie sporen en twee perrons was het een relatief groot station. Op het emplacement was een zijspoor aangelegd naar een voedermiddelfabriek en een varkensslachterij. Op 31 maart 1972 werd de spoorlijn opgeheven. Het stationsgebouw is bewaard gebleven: tot 2012 als postkantoor, daarna als locatie voor het plaatselijk historisch archief.

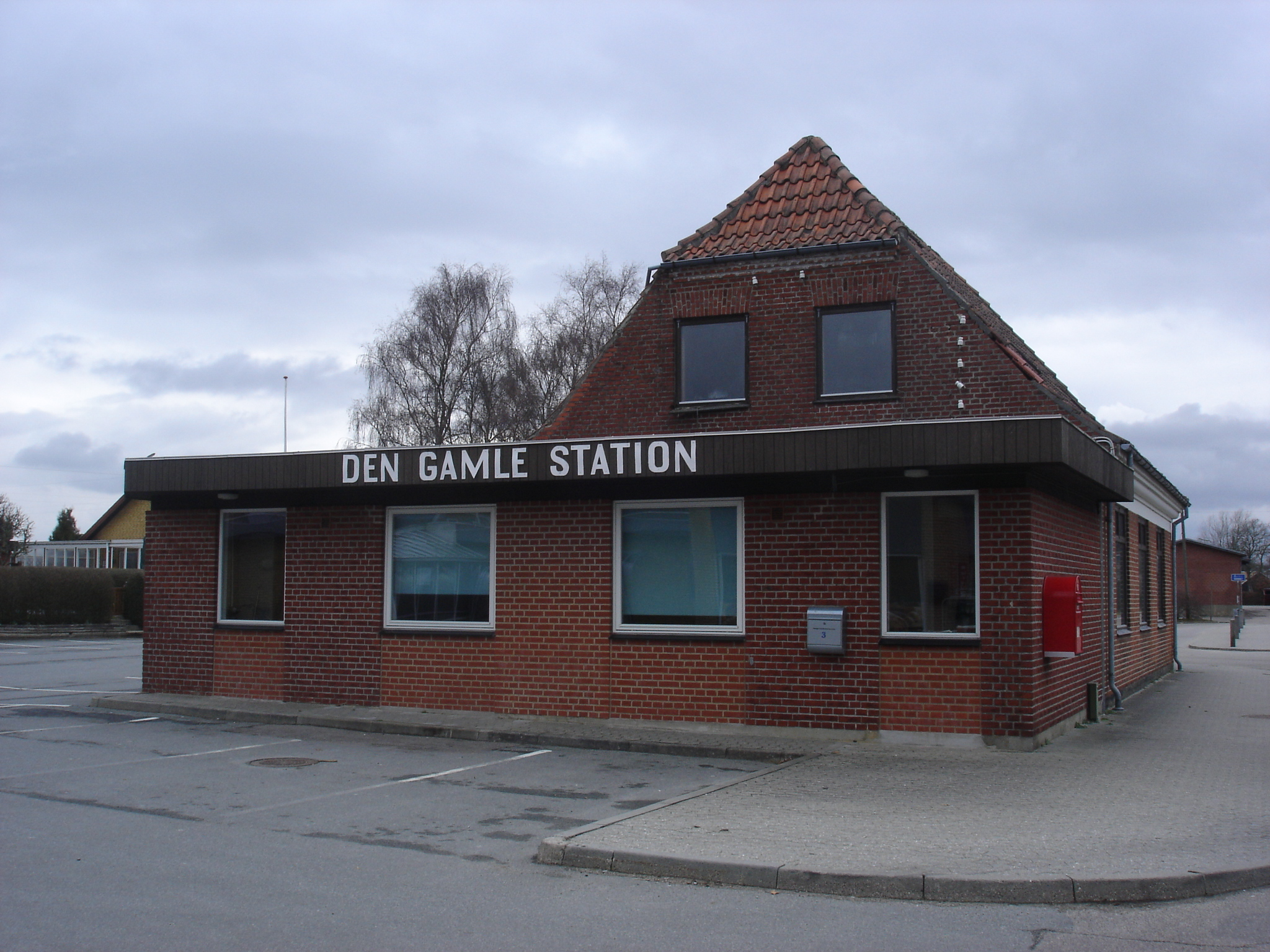

- Library of Congress Control Number: n82061015
- Nationale Bibliotheek van Israël: 987007566981805171
- Virtual International Authority File: 137227146
- WorldCat: E39PBJdRv7y4PwFPPxqBrg9JjC